# Tirà d'estendards
El tirà d'estendards (Alectrurus risora) és un ocell passeriforme nadiu de Sud-amèrica. Habita principalment el sud del Paraguai i el nord de l'Argentina, concentrant-se a les províncies de Formosa i Corrientes. En greu reculada per la destrucció del seu hàbitat, és considerat vulnerable per la Unió Internacional per a la Conservació de la Natura (UICN) i consta en l'Apèndix I de CITIS.